# Steinweiler (Nattheim)
Steinweiler is een plaats in de Duitse gemeente Nattheim, deelstaat Baden-Württemberg, en telt 350 inwoners (2005-12-30).